# Komisja Systemu Gospodarczego i Przemysłu
Komisja Systemu Gospodarczego i Przemysłu – stała komisja sejmowa działająca do końca II kadencji. W Sejmie X kadencji PRL działająca jako Komisja Systemu Gospodarczego i Polityki Przemysłowej.

## Prezydium komisji wSejmie II kadencji
- Józef Łochowski (PSL) – przewodniczący
- Janina Kraus (FKP na rzecz AWS) – zastępca przewodniczącego
- Zbigniew Kaniewski (SLD) – zastępca przewodniczącego[1]

## Prezydium komisji wSejmie I kadencji
- Jarosław Ulatowski (PPL) – przewodniczący
- Jacek Bujak (PC) – zastępca przewodniczącego
- Andrzej Czernecki (UD) – zastępca przewodniczącego
- Józef Łochowski (PSL) – zastępca przewodniczącego
- Przemysław Sytek (KPN) – zastępca przewodniczącego[2]

## Prezydium komisji wSejmie X kadencji PRL
- Jacek Bujak (OKP) – przewodniczący
- Janusz Błaszczyk (SD) – zastępca przewodniczącego
- Zdzisław Zambrzycki (PSL) – zastępca przewodniczącego[3]